# Noord Other
Noord Other – niezamieszkana strefa (zone) w regionie Noord/Tanki Leendert w północno-wschodniej części kraju autonomicznego Aruba, należącego do Holandii, w Ameryce Południowej. 1 stycznia 2020 r. nie była zamieszkana.

## Podział administracyjny
W skład strefy nie chodzi żadna miejscowość.